# 星盈科技
蚬壳星盈科技(深圳)有限公司是一家位于中国广东深圳市南山科技园的公司,公司主营的业务包括存储、超级刀片计算机及服务器。成立於1998年，英文品牌為「Galactic」,是附属于香港蚬壳电器工业（集团）有限公司 Shell Electric Mfg. (Holding) Co. Ltd.下。
星盈的超級刀片计算机GT4000在2005年的世界超級計算機500強中排名第100位，效率高達84.35%。
星盈的VSTOR存储支持iSCSI、光纤通道、InfiniBand、NAS等主机通道及连接方式。

## 历史
2008年，VSTOR被国内专家及深圳市科技局联合鉴定，技术领先于国内，达到国际先进水平；
2008年，星盈超级刀片及存储成功应用于世界气象组织实施的“2008北京奥运会天气预报示范项目”，并被《香港工程师》月刊封面专题报道；
2007年，星盈四核超级刀片计算机应用于香港国际机场，并多次成功扩容；
2006年，星盈在美国研发出最新的存储技术并引进中国，先后研发单端口40Gbps的InfiniBand存储设备VSTOR S1000B，星盈VSTOR高端存储产品FC-SATA（SAS）、SAS-SATA（SAS）、iSCSI-SATA（SAS）及NAS等；
2006年，“中国高性能计算机性能TOP100”排行榜排名第11位，计算效率第一；
2005年，第27届“全球TOP500”HPC排行榜排名第100位，同类产品中运算效率居世界第一；
2004年，超级刀片计算机在中国生物医学领域排名第一；
2003年，开始研发存储技术；
2002年，星盈把产品和技术从美国带入中国；
2001年，开发出第一代超级刀片计算机，并应用于香港电讯；